# Geophis cancellatus
Geophis cancellatus är en ormart som beskrevs av Smith 1941. Geophis cancellatus ingår i släktet Geophis och familjen snokar. Inga underarter finns listade i Catalogue of Life.
Arten förekommer i södra Mexiko i delstaten Chiapas och troligtvis i angränsande regioner av Guatemala. De första exemplaren hittades vid 1035 meter över havet. Det kända habitatet är ursprungliga regnskogar.
I området skedde endast begränsat skogsbruk men framtida landskapsförändringar skulle vara ett hot mot beståndet. Antagligen är hela populationen stabil. IUCN kategoriserar arten globalt som livskraftig.